# Amla
|  | Per a altres significats, vegeu «Amla (jagir)». |

L'amla o mirabolà d'Índies (Phyllanthus emblica, syn. Emblica officinalis) és una planta amb flor de la família de les fil·lantàcies.

## Descripció
És un arbre menut o de talla mitjana que produeix uns fruits rodons i llisos de color verd blanquinós.

## Usos tradicionals
L'amla és un fruit molt important en la medicina aiurvèdica del subcontinent indi. També es fan servir l'escorça i les fulles. En l'hinduisme, l'amla és un dels arbres sagrats de la deessa Lakxmi. El fruit s'utilitza molt a la cuina de sud de l'Índia per fer chutneys, una mena de compotes àcides. S'utilitza també per fer tinta, xampú i olis per a reforçar el cabell i preservar el color fosc.

## Galeria

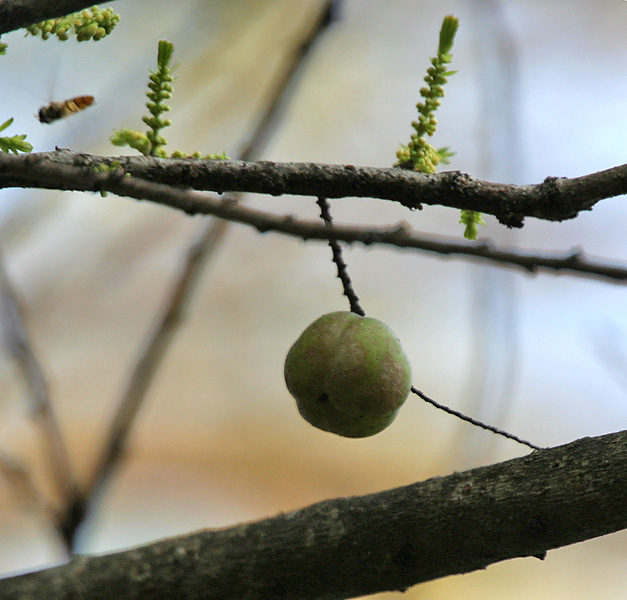
Fruit amb fulles joves.
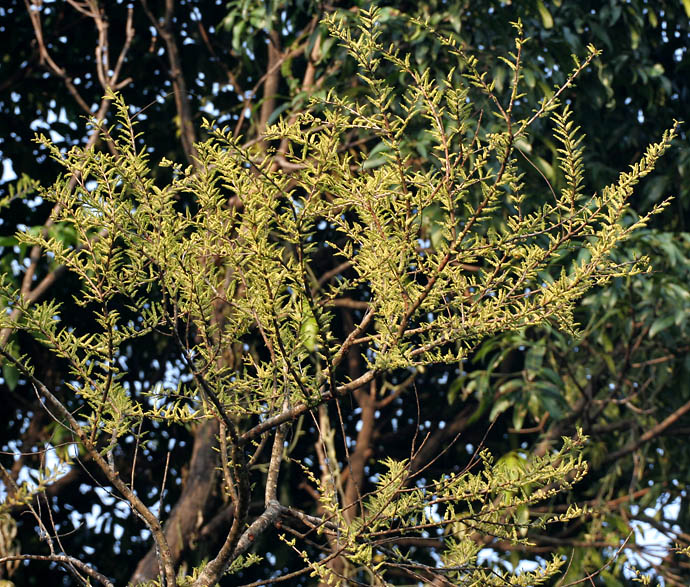
Fulles noves.
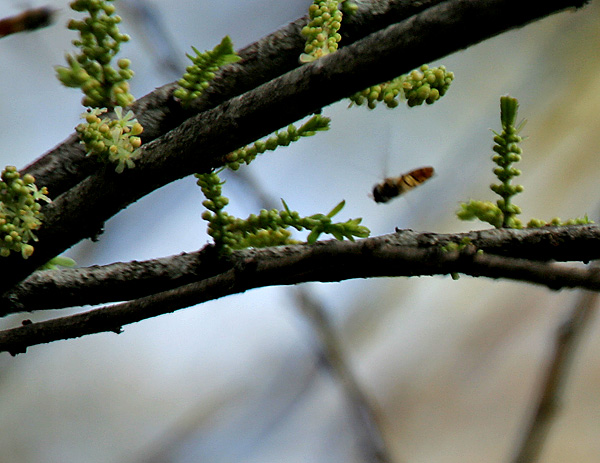
Flors.
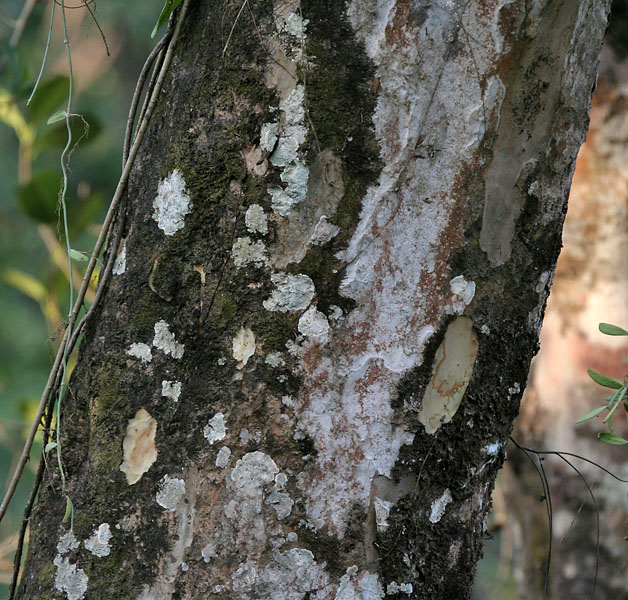
Tronc de l'arbre.